# 僕散思恭
僕散 思恭（ぼくさん しきょう、? - 1161年）は、金の女真族の貴族・軍人。もとの名は忽土。熙宗を殺した10人の一人である。元は遼王宗幹の家臣。

## 生涯
出身は貧寒であり、宗幹の抜擢で武将となった。宗幹の死後はボディーガードの長の一人として煕宗に仕えていた。宗幹の次男である迪古乃（後の海陵王）から皇帝弑逆の話が持ち出されると同僚とは違って躊躇っていたが、迪古乃から「君の力が必要なんだ」と結局は口説き落とされた。皇統9年12月9日（西暦で1150年）の熙宗の弑逆では熙宗の寝殿へ侵入する一団に加わり、侵入者に目を覚ました熙宗の叱咤に一同が怯える中、僕散忽土は「事ここに至っては止められるものか」と言い、寝室で佩刀を隠され丸腰でいた熙宗に斬りつけた。その後、去就の定まらない平章政事の完顔秉徳を脅して味方につけ、海陵王に呼び出された曹王宗敏（熙宗と海陵王の叔父）を殺害した。
海陵王が即位すると左副点検となり、僕散思恭と改名され、多大なる財貨を与えられた。貞元3年（1154年）、右丞相に任命された。正隆年間に太尉・枢密使となり、軍事の要職を歴任した。
正隆6年（1161年）8月、海陵王は南宋討伐を企てた。嫡母の皇太后徒単氏（宗幹の正妻）は海陵王に諫言したが、海陵王に「お前は我が母ではない、宋国王の妾だ」と罵られた。その後、皇太后の侍女の高福娘は海陵王に「皇太后は代王の家族と通謀している」と密報した。この頃、僕散思恭は契丹に遠征したが、その際に僕散思恭の皇太后への辞別の挨拶が長かったため、海陵王は猜疑心を抱いた。海陵王は、皇太后が南宋討伐に乗じて自身の廃立を企んでいると疑い、皇太后を殺した。代王の男子のうち2人は逃げ去ったが、2人が捕殺された。僕散思恭は契丹から召還され、すぐさま一族もろとも処刑された。その時、口を縄で覆われて喋れないようにしてから斬られたという。

## 伝記資料
- 『金史』巻132 列伝第70